# Cheyneovo–Stokesovo dýchání
Cheyneovo–Stokesovo dýchání je abnormální dýchání charakteristické pro poškození dechového centra v prodloužené míše, vyžadující okamžité zajištění vitálních funkcí. Jeho dechový vzorec zpravidla sestává ze tří fází:
1. vzestupná fáze – stoupá frekvence i hloubka dýchání
2. sestupná fáze
3. apnoická pauza (není podmínkou)

Pojmenováno bylo po lékařích Johnu Cheyneovi a Williamu Stokesovi, kteří jej jako první v 19. století popsali.